# Åke Josephson
Åke Viktor Josephson, född 25 februari 1919 i Kungsholms församling i Stockholm, död 7 juni 1958 i Helga Trefaldighets församling i Uppsala, var en svensk lingvist (latinist).
Åke Josephson var son till bokhandlaren Gunnar Josephson och Maud Boheman samt bror till Erland Josephson och Carl Olof Josephson. Han blev filosofie doktor i latin vid Uppsala universitet 1950 samt senare docent vid lärosätet.
Josephson gifte sig 1946 med DN-journalisten Barbro Josephson (1920–1975), dotter till Simon Brandell och Elin Brandell, ogift Henriques. De fick barnen Olle (född 1950), Daniel (född 1952) och Malin (född 1955).